# Borzja

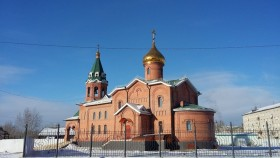
Cerkiew św. Sergiusza z Radoneża

Borzja, Borzia (ros. Борзя) – miasto we wschodniej Rosji, w Kraju Zabajkalskim, siedziba rejonu borzinskiego. Miejscowość położona nad rzeką Borzią, u podnóży Gór Nerczyńskich, ok. 45 km na północ od granicy mongolsko-rosyjskiej. W 2010 roku miasto liczyło 29 983 mieszkańców.
W mieście rozwinął się przemysł spożywczy; działają tam również zakłady taboru kolejowego.